# Bispingen
Bispingen – gmina samodzielna (niem. Einheitsgemeinde) w Niemczech w kraju związkowym Dolna Saksonia (niem. Niedersachsen), w powiecie Heidekreis. Gmina położona jest około 15 kilometrów na północny wschód od miasta Soltau, zamieszkiwana jest przez 6 256 mieszkańców (grudzień 2008 r.), a powierzchnia jej wynosi 128,55 km².
Przebiega przez nią autostrada A7 (zjazd nr 43 - Bispingen). 

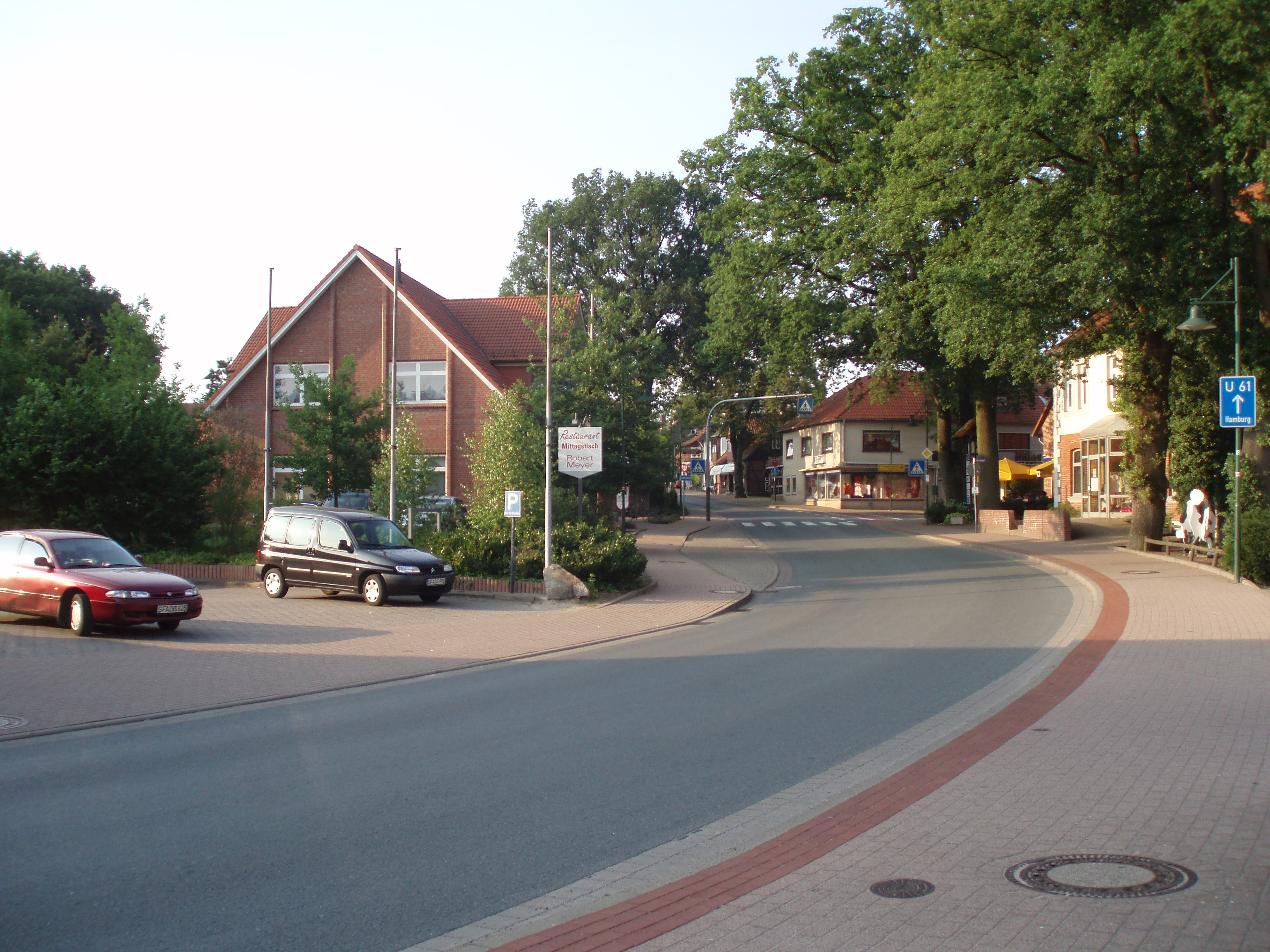
Bispingen, główna ulica

## Dzielnice

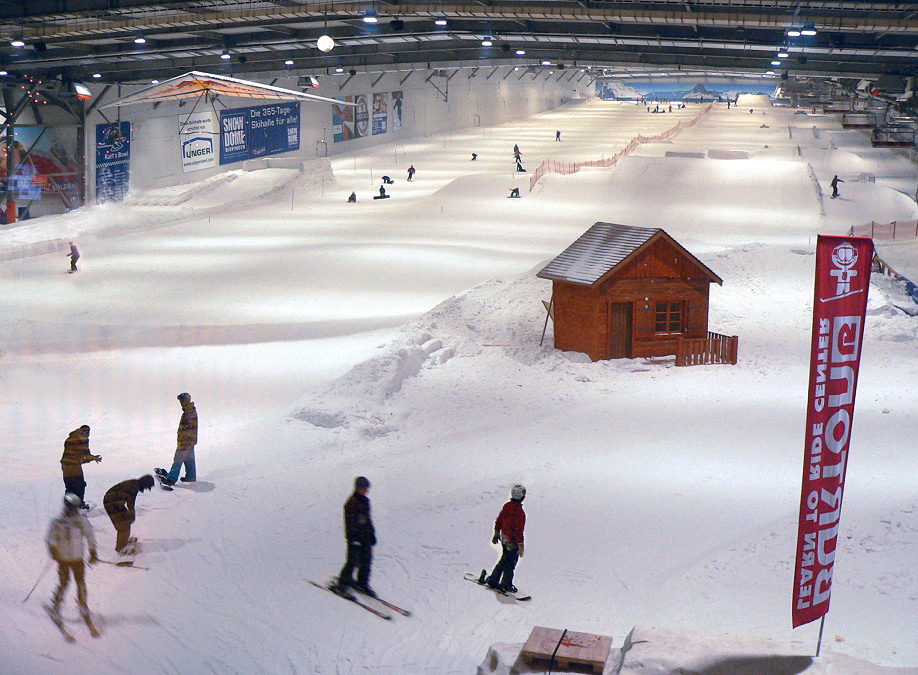
SnowDome

- Bispingen
- Hützel
- Steinbeck
- Behringen
- Volkwardingen
- Hörpel
- Borstel
- Haverbeck
- Wilsede

## Gospodarka
Poza dobrze rozwiniętym rolnictwem ważną dziedziną gospodarki jest turystyka. W gminie są duże obszary chronione – rezerwat Pustać Lüneburska. Występują tutaj liczne trasy rowerowe, dobrze rozwinięta jest baza agroturystyczna. Ponadto w gminie zlokalizowane są:
- ośrodek – park wodny z dużą bazą noclegową Bispinger Heide należący do sieci Center Parcs,
- SnowDome - całoroczny stok narciarski pod dachem (przewyższenie 37 m, długość stoku 300 m, szerokość 100 m).